# Les Cinq Enfants de Charles Ier
Les Cinq Enfants de Charles Ier est un tableau du peintre flamand baroque Antoine van Dyck réalisé en 1637 représentant les cinq enfants du roi d'Angleterre Charles Ier et de la reine Henriette Marie.

## Description
Venu en Angleterre à la demande de Charles Ier en 1632, van Dyck devient très rapidement l'un des peintres préférés du roi qui lui confia la réalisation de nombreux portraits de lui-même, de son épouse mais aussi de ses enfants. Le couple royal d'Angleterre avait donné naissance à neuf enfants, dont deux étaient mort-nés. À l'époque de la peinture de Van Dyck, ils avaient cinq enfants Charles II, Marie Henriette, Jacques II, Élisabeth et Anne.

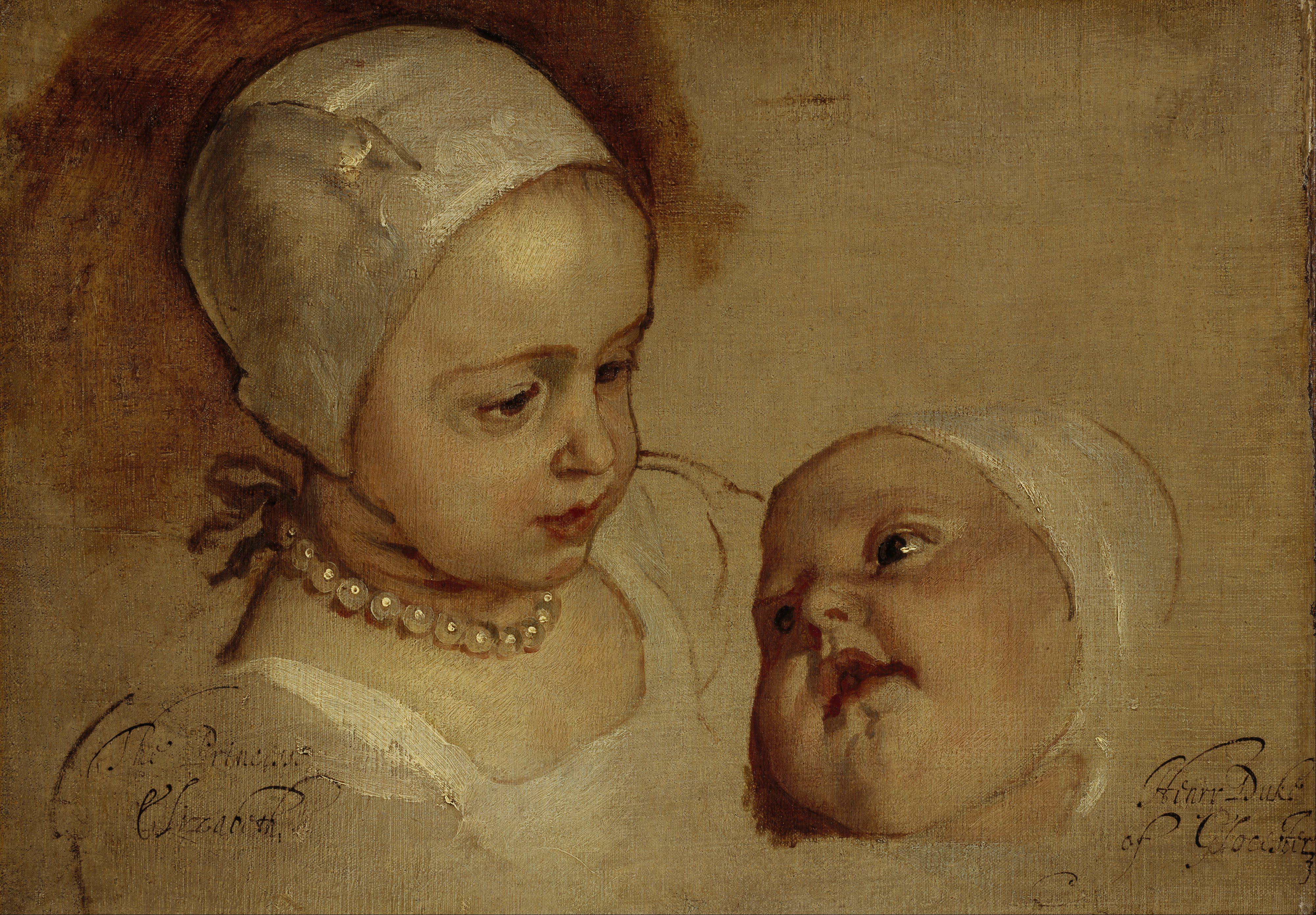
Élisabeth et Anne, les deux plus jeunes filles de Charles Ier, 1637

À gauche du tableau, on voit deux enfants timides et réservés. Le plus grand des deux à l'extrême gauche est la princesse royale Marie Henriette alors âgée de six ans et, à ses côtés, bien que ressemblant à une petite fille, s'il s'agit de son frère cadet Jacques qui deviendra plus tard le roi Jacques II. Au centre, le bras posé sur la tête un mastiff, le chien de compagnie de la famille, Van Dyck a représenté Charles, le futur roi Charles II, qui a une attitude étrangement plein d'autorité pour un jeune garçon de son âge. Enfin, à droite, se trouve une jeune fille berçant un bébé avec un petit épagneul à ses pieds. Il s'agit de la princesse Élisabeth qui a deux ans et de la princesse Anne née l'année où van Dyck fit le tableau. S'agissant de la représentation d'Élisabeth et Anne, van Dyck avait réalisé une peinture préparatoire la même année, Élisabeth et Anne.
Cette œuvre avait été commandée par Charles Ier mais elle fut ensuite conservée par la Royal Collection jusqu'à ce que le roi George III la rachète en 1765 afin d'être exposée dans les appartements du roi au palais de Buckingham. La toile est désormais exposée au château de Windsor en Angleterre.